# Tiro ai Giochi della XXXIII Olimpiade - Carabina 10 metri aria compressa a squadre
La gara di pistola 10 metri aria compressa a squadre dei Giochi della XXXIII Olimpiade si è svolta il 27 luglio 2024. Hanno partecipato 56 atleti da 28 nazioni.
I vincitori della gara sono stati i cinesi Huang Yuting e Sheng Lihao.

## Record
Prima della competizione, il record del mondo e il record olimpico nella specialità carabina 10 metri aria compressa maschile erano i seguenti:
| Record qualificazioni | Record qualificazioni | Record qualificazioni                 | Record qualificazioni             |
| --------------------- | --------------------- | ------------------------------------- | --------------------------------- |
| Record mondiale       | 635,8                 | Narmada Raju / Rudrankksh Patil India | 20 febbraio 2023 Il Cairo, Egitto |
| Record olimpico       | 633,2                 | Yang Qian / Yang Haoran Cina          | 27 luglio 2021 Tokyo, Giappone    |

## Programma
| Data           | Ora (CEST/UTC+1) | Turno          |
| -------------- | ---------------- | -------------- |
| 27 luglio 2024 | 9:00             | Qualificazioni |
| 27 luglio 2024 | 10:30            | Finali oro     |

## Risultati

### Qualificazioni
| Pos. | Atleti                 | Nazionalità     | Serie | Serie | Serie | Totale | Note |
| Pos. | Atleti                 | Nazionalità     | 1     | 2     | 3     | Totale | Note |
| ---- | ---------------------- | --------------- | ----- | ----- | ----- | ------ | ---- |
| 1    | Huang Yuting           | Cina 1          | 105.9 | 105.0 | 106.1 | 632.2  | Q    |
| 1    | Sheng Lihao            | Cina 1          | 104.6 | 105.0 | 105.6 | 632.2  | Q    |
| 2    | Keum Ji-hyeon          | Corea del Sud 1 | 105.7 | 106.0 | 104.5 | 631.4  | Q    |
| 2    | Park Ha-jun            | Corea del Sud 1 | 105.4 | 104.2 | 105.6 | 631.4  | Q    |
| 3    | Alexandra Le           | Kazakistan 1    | 104.4 | 105.0 | 103.7 | 630.8  | Q    |
| 3    | Islam Satpayev         | Kazakistan 1    | 105.4 | 105.7 | 106.6 | 630.8  | Q    |
| 4    | Anna Janßen            | Germania        | 105.7 | 105.0 | 106.2 | 629.7  | Q    |
| 4    | Maximilian Ulbrich     | Germania        | 103.5 | 104.4 | 104.9 | 629.7  | Q    |
| 5    | Jeanette Hegg Duestad  | Norvegia 1      | 103.2 | 106.1 | 106.1 | 629.6  |      |
| 5    | Jon-Hermann Hegg       | Norvegia 1      | 106.1 | 103.8 | 104.3 | 629.6  |      |
| 6    | Ramita Jindal          | India 2         | 104.6 | 104.4 | 105.5 | 628.7  |      |
| 6    | Arjun Babuta           | India 2         | 104.1 | 106.2 | 103.9 | 628.7  |      |
| 7    | Goretti Zumaya         | Messico         | 104.1 | 104.8 | 105.2 | 628.6  |      |
| 7    | Edson Ramírez          | Messico         | 104.4 | 105.1 | 105.0 | 628.6  |      |
| 8    | Han Jiayu              | Cina 2          | 106.0 | 104.3 | 104.1 | 628.5  |      |
| 8    | Du Linshu              | Cina 2          | 105.9 | 102.7 | 105.5 | 628.5  |      |
| 9    | Manon Herbulot         | Francia 2       | 105.9 | 105.3 | 104.2 | 627.4  |      |
| 9    | Romain Aufrère         | Francia 2       | 104.9 | 104.0 | 103.1 | 627.4  |      |
| 10   | Aneta Stankiewicz      | Polonia 1       | 103.8 | 104.8 | 105.5 | 626.9  |      |
| 10   | Tomasz Bartnik         | Polonia 1       | 105.2 | 103.4 | 104.2 | 626.9  |      |
| 11   | Mai Magdy Elsayed      | Egitto 1        | 105.5 | 103.4 | 103.6 | 626.3  |      |
| 11   | Mohamed Abdelkader     | Egitto 1        | 104.2 | 104.3 | 105.3 | 626.3  |      |
| 12   | Elavenil Valarivan     | India 1         | 103.4 | 104.7 | 104.5 | 626.3  |      |
| 12   | Sandeep Singh          | India 1         | 104.1 | 105.3 | 104.3 | 626.3  |      |
| 13   | Mary Tucker            | Stati Uniti 2   | 103.4 | 104.4 | 105.0 | 626.0  |      |
| 13   | Rylan Kissell          | Stati Uniti 2   | 105.4 | 104.9 | 102.9 | 626.0  |      |
| 14   | Océanne Muller         | Francia 1       | 103.1 | 102.9 | 107.0 | 625.8  |      |
| 14   | Lucas Kryzs            | Francia 1       | 105.7 | 102.7 | 104.4 | 625.8  |      |
| 15   | Nadine Ungerank        | Austria 1       | 103.8 | 104.2 | 104.3 | 625.5  |      |
| 15   | Martin Strempfl        | Austria 1       | 103.9 | 105.0 | 104.3 | 625.5  |      |
| 16   | Oyuunbatyn Yesügen     | Mongolia        | 105.4 | 103.8 | 104.9 | 625.4  |      |
| 16   | Nyantain Bayaraa       | Mongolia        | 102.8 | 104.6 | 103.9 | 625.4  |      |
| 17   | Barbara Gambaro        | Italia          | 104.3 | 105.2 | 103.8 | 625.4  |      |
| 17   | Danilo Sollazzo        | Italia          | 103.7 | 104.2 | 104.2 | 625.4  |      |
| 18   | Sagen Maddalena        | Stati Uniti 1   | 103.5 | 106.0 | 105.1 | 624.9  |      |
| 18   | Ivan Roe               | Stati Uniti 1   | 103.5 | 103.3 | 103.5 | 624.9  |      |
| 19   | Fernanda Russo         | Argentina       | 104.2 | 103.7 | 103.0 | 624.8  |      |
| 19   | Marcelo Gutiérrez      | Argentina       | 104.4 | 104.8 | 104.7 | 624.8  |      |
| 20   | Eszter Mészáros        | Ungheria        | 103.6 | 103.6 | 103.2 | 624.7  |      |
| 20   | István Péni            | Ungheria        | 105.1 | 104.4 | 104.8 | 624.7  |      |
| 21   | Synnøve Berg           | Norvegia 2      | 105.2 | 104.2 | 105.3 | 623.8  |      |
| 21   | Ole Martin Halvorsen   | Norvegia 2      | 102.1 | 103.4 | 103.6 | 623.8  |      |
| 22   | Ban Hyo-jin            | Corea del Sud 2 | 103.9 | 105.3 | 104.4 | 623.7  |      |
| 22   | Choe Dae-han           | Corea del Sud 2 | 102.6 | 104.0 | 103.5 | 623.7  |      |
| 23   | Julia Piotrowska       | Polonia 2       | 102.9 | 104.6 | 103.9 | 623.7  |      |
| 23   | Maciej Kowalewicz      | Polonia 2       | 104.6 | 104.9 | 102.8 | 623.7  |      |
| 24   | Veronika Blažíčková    | Rep. Ceca       | 103.4 | 104.9 | 102.9 | 623.6  |      |
| 24   | Jiří Přívratský        | Rep. Ceca       | 103.8 | 104.4 | 104.2 | 623.6  |      |
| 25   | Misaki Nobata          | Giappone        | 104.5 | 104.2 | 103.0 | 623.6  |      |
| 25   | Naoya Okada            | Giappone        | 104.8 | 103.7 | 103.4 | 623.6  |      |
| 26   | Seonaid McIntosh       | Gran Bretagna   | 103.5 | 104.7 | 104.5 | 622.1  |      |
| 26   | Michael Bargeron       | Gran Bretagna   | 102.7 | 103.5 | 103.2 | 622.1  |      |
| 27   | Arina Altukhova        | Kazakistan 2    | 103.8 | 104.9 | 102.6 | 621.3  |      |
| 27   | Konstantin Malinovskiy | Kazakistan 2    | 104.2 | 103.2 | 102.6 | 621.3  |      |
| 28   | Remas Khalil           | Egitto 2        | 104.3 | 103.1 | 103.9 | 620.6  |      |
| 28   | Ibrahim Korayiem       | Egitto 2        | 102.7 | 103.3 | 103.3 | 620.6  |      |

### Finale
| Pos.                      | Atleti                         | Nazionalità     | Totale |
| ------------------------- | ------------------------------ | --------------- | ------ |
| Finale medaglia d'oro     |                                |                 |        |
|                           | Huang Yuting Sheng Lihao       | Cina 1          | 16     |
|                           | Keum Ji-hyeon Park Ha-jun      | Corea del Sud 1 | 12     |
| Finale medaglia di bronzo |                                |                 |        |
|                           | Alexandra Le Islam Satpayev    | Kazakistan 1    | 17     |
| 4                         | Anna Janßen Maximilian Ulbrich | Germania        | 9      |